# Oslo Middelalderfestival
Oslo Middelalderfestival er en stiftelse som blev oprettet den 31. januar 1994 med formål at foretage årlige markeringer af middelalderbyen i Oslo med et middelaldermarked og festival. Tidligere ordfører Albert Nordengen var foreningens formand fra oprettelsen og frem til sin død i 2004. Stiftelsen har arrangeret en to dages festival i Middelalderparken på Sørenga i Oslo hvert år siden starten. Højdepunktet var ved Oslos 1000-årsjubilæum på St. Hallvards dag den 15. maj 2000, festivalen var da et gratis arrangement, og politiet talte over 100.000 besøgende. 
I 2014 flyttet projektledelsen festivalen til Akershus fæstning.
Fra 2008 har Henrik Høie og Cathrine Kleivdal vært projektledere for festivalen, og har skabt et program med flere specialkomponerede værker og aktiviteter. Foruden markedsplads tilbyder festivalen koncerter, teater og gøglerforestillinger, danseopvisninger og fortællestunder, foredragsserier og historiske omvisninger. Det er er blevet skrevet flere dramatiske bestillingsværker til området, og festivalledelsen har udviklet et eget program for børn og unge, med prinsesse- og ridderskole, tidsrejser, fortæller- og teaterforestillinger, ridderkampe og -leger. Festivalen lægger vægt på at tilbyde publikum mad som bygger på middelalderens råvarer og opskrifter.
Pga jernbaneudbygningen flyttede festivalen i 2014 fra middelalderparken til Akershus fæstning, og samtidig blev arrangementet udvidet med én dag, sådan at det bliver indledt fredag aften med koncerter, dans, fest og "ildshow ved solnedgang".
Der er også blevet startet et samarbejde med middelalderfestivalene i Hamar og Tønsberg, og i 2013 tog festivalen initiativ til Foreningen for norske historiske festivaler. Den nystartede foreningen tæller i 2014 18 medlemsorganisationer på landsbasis.

## Styret
Stiftelsen har fra april 2010 et styre på syv medlemmer. Følgende organisationer og institutioner udpeger et af disse hver (med "deres" medlem i parentes):
- Interesseforeningen Oslos Middelalder (arkæolog Petter Molaug)
- Kulturhistorisk Museum, Universitetet i Oslo (direktør Egil Mikkelsen)
- Selskabet for Oslo Byes Vel (Bernt Bull)
- Gamlebyen kirke (sognepræst Anne Grete Hagen)

Tre af styremedlemmerne vælges af repræsentantskabet, og disse er:
- Rektor Karin Eger på Gamlebyen skole
- Tidligere operachef Bjørn Simensen
- Psykiater Ola Marstein (formand)

## Formålsparagraf
Formålsparagraffen lyder etter vedtægtsændring 27. november 2007 sådan:
"Stiftelsen har som overordnet formål at bidrage til at opretholde bevidstheden om at Oslo by har sine røtter i middelalderen. Stiftelsen vil bidra til dette ved å:
- foreta en årlig markering/festivalarrangement i tilknytning til middelalderbyen, med varierede kulturelle ytringsformer og
- tilrettelægge for samarbejde og koordinering mellem organisationer og institutioner som arbejder for at styrke bevidstheden om Oslos middelalderhistorie."

## Galleri
- Stiftelsens første formand Albert Nordengen.
- Fra en af bodene på festivalen sommeren 2009.
- Lerduer.
- Optræden med middelaldermusik.